# Atteva fabriciella
Atteva fabriciella is een vlinder uit de familie Attevidae. De wetenschappelijke naam van de soort werd in 1787 gepubliceerd door Swederus.